# Przegląd Geologiczny
Przegląd Geologiczny – polski miesięcznik o tematyce geologicznej wydawany od 1953 w Warszawie przez Państwowy Instytut Geologiczny. Pismo publikuje artykuły i doniesienia naukowe oraz aktualne wiadomości dotyczące problemów istotnych dla środowiska geologów.
Nowsze numery (od połowy 1997 r.) zostały zdigitalizowane w całości lub części. Spisy treści numerów i artykuły (w starszych numerach wybrane, w nowszych wszystkie) są wolno dostępne na stronie internetowej czasopisma.